# 暴力論
『暴力論』（ぼうりょくろん / フランス語：Réflexions sur la violence）は、ジョルジュ・ソレルの主著。

## 概説
1908年に初版が出版される。現代における階級闘争を、支配階級の上からの権力（フォルス）と、被支配階級の下からの暴力（ヴィヨランス）との闘争としてとらえ、暴力を野蛮で破壊的とする考えを批判し、世界を救う創造的な力であると肯定した。具体的には、労働運動が議会政党の政治家（社会民主主義）や労働貴族（黄色組合）に牛耳られて取引の場と化している状態から革命的運動に戻すためにゼネスト・サボタージュなど労働組合が使用しうる暴力を考える点で革命的サンディカリスムへの傾向がうかがえる。また、経済上の必要ではなく、神話を運動の根底にすえ、暴力的な闘争を重視するファシズムへの親近性がすでにある。
なお、ヴァルター・ベンヤミンが著した『暴力批判論』は本書の影響を受けている。

## 日本語訳
- 『社会思想全集 33 財産進化論 暴力論』石川三四郎; 望月百合子訳 平凡社、1930年。
- 『暴力論』上・下巻 木下半治訳 岩波書店〈岩波文庫〉、1933年。
- 『暴力論』上・下巻 今村仁司; 塚原史訳 岩波書店〈岩波文庫〉、2007年。